# Union syndicale des travailleurs de Guinée
L'Union syndicale des travailleurs de Guinée (USTG) est une centrale syndicale nationale de Guinée, fondée en 1993. Elle est affiliée à la Confédération syndicale internationale.

## Histoire
La confédération est fondée le 16 décembre 1993. Après le décès de son deuxième secrétaire général en 2020, l'USTG connait une crise de direction entre deux dirigeants, Abdoulaye Camara et Abdoulaye Sow. Abdoulaye Sow reçoit le soutien de l'OUSA en 2022.

## Fédérations affiliées
- Fédération Syndicale Autonome des Banques, Assurances et Microfinance de Guinée (FESABAG)
- Fédération Syndicale Autonome de la Téléphonie et Fournisseurs d’Internet (FESATEL)
- Syndicat Libre des Enseignants et Chercheurs de Guinée (SLECG)

## Secrétaire général
- 1993-2010 : Ibrahima Fofana
- 2010-2020 : Louis Mbemba Soumah
- depuis 2020 : Abdoulaye Sow